# Анна Тод
Анна Тод (на английски: Anna Todd) е американска писателка на бестселъри в жанра еротичен любовен роман.

## Биография и творчество
Анна Рене Тод е родена на 20 март 1989 г. в Тексас, САЩ. Отраства в Дейтън, Охайо. От малка е запален читател на романтична литература и любител на момчешките групи.
Омъжва се месец след завършване на гимназията и се премества със съпруга си във Форт Худ. Съпругът ѝ е военен и има три мисии в Ирак, но тя не контактува с другите съпруги на военни. Работи временна работа в кол център във верига магазини за закуски и за козметика.
Чете много и се регистрира на сайта за публикуване на фензини „Wattpad“ с никнейма Imaginator1D, потребителско име на основа на любимата си банда „One Direction“.
Публикува историята „След“, в която прототип на главния герой е фронтмена на групата „One Direction“ Хари Стайлс. Историята бързо става много популярна и е прочетена от над 1 милиард потребители. Закупена е от издателство „Саймън и Шустър“ и е публикувана през 2014 г. Историята е преработена, а героят Хари Стайлс е преименуван на Хардин Скот по юридически причини. Поредицата става бестселър, а правата за екранизиране са взети от „Парамаунт Пикчърс“.
През 2016 г. е публикуван първият роман от поредицата ѝ „Ландън Гибсън“.
Анна Тод живее със семейството си в Остин, Тексас.

## Произведения

### Самостоятелни романи
- Imagines: Keeping the Kool (2017) – с Кевин Фанинг и Кейт Скуайърс
- The Spring Girls: A Modern-Day Retelling of Little Women (2018)
- The Last Sunrise (2025)

### Серия „След“ (After)
1. After (2014)
След, изд. ”Егмонт България”, София (2014), прев. Гергана Дечева
2. After We Collided (2014)
След сблъсъка, изд. ”Егмонт България”, София (2015), прев. Гергана Дечева
3. After We Fell (2014)
След падането, изд. ”Егмонт България”, София (2015), прев. Гергана Дечева
4. After Ever Happy (2015)
След щастливия край, изд.”Егмонт България”, София (2015), прев. Гергана Дечева
5. Before (2015) – предистория от името на Хардин Скот
Преди, изд. ”Егмонт България”, София (2016), прев. Гергана Дечева

### Серия „Ландън Гибсън“ (Landon Gibson)
1. Nothing More (2016)
Нищо повече, изд. ”Егмонт България”, София (2020), прев. Ангелина Александрова
2. Nothing Less (2016)
Нищо по-малко, изд. ”Егмонт България”, София (2020), прев. Ангелина Александрова

### Серия „Звездите“ (The Stars)
1. The Brightest Stars (2018)
2. The Burning (2023)
3. The Infinite Light of Dust (2024)

## Екранизации
- 2019 След, After – с Джоузефин Лангфорд
- 2020 След сблъсъка, After We Collided
- 2021 След падането, After We Fell